# Dornick

Lage von Dornick in Emmerich am Rhein

Frühere Lage (bis 1969) von Dornick im Amt Vrasselt

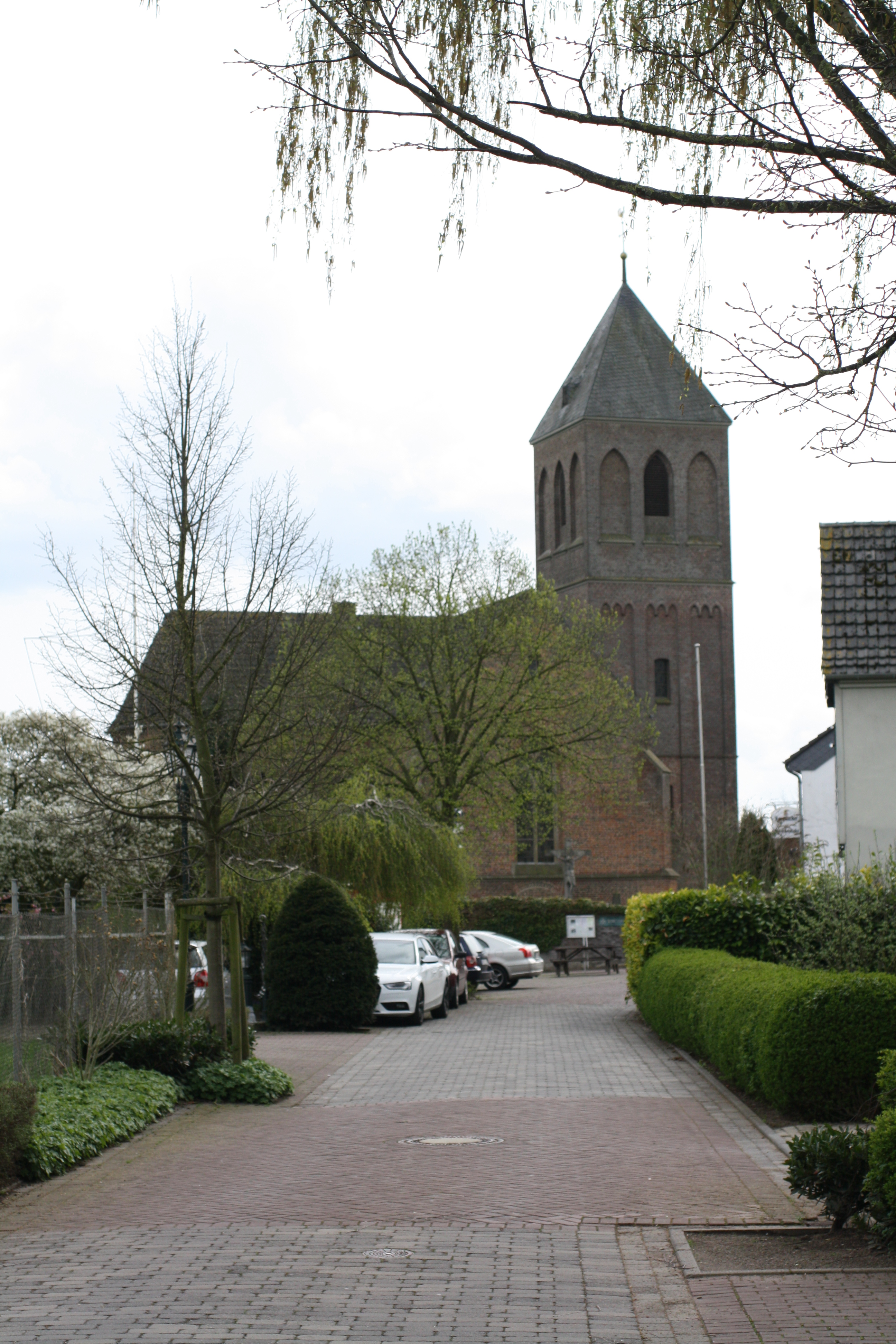
St. Johannes-Kirche

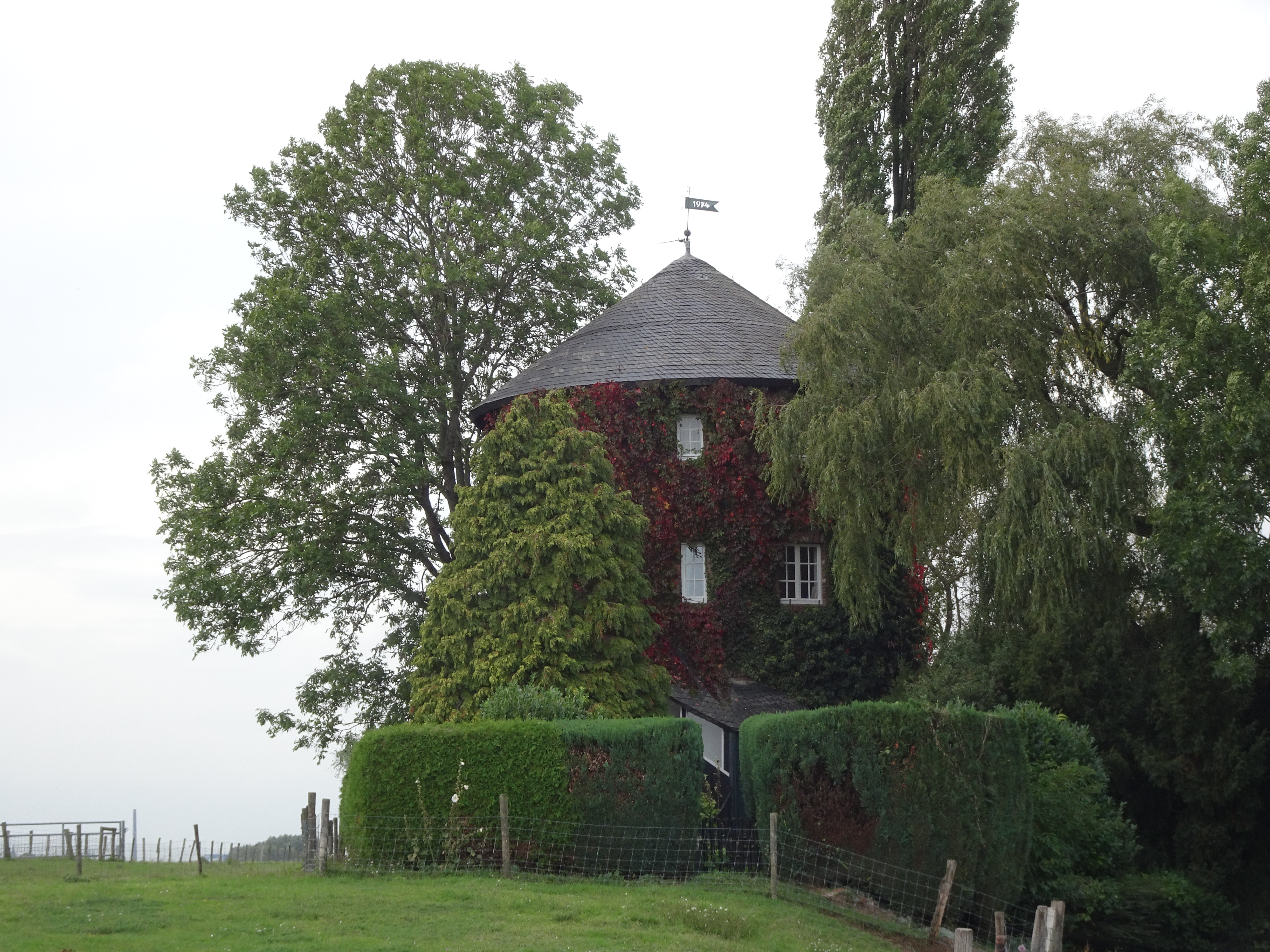
Dornicker Mühle

Dornick ist ein Dorf im Süden der Stadt Emmerich am Rhein mit 464 Einwohnern (Februar 2023). Das Landschaftsschutzgebiet Dornicker Ward ist Teil der natürlichen Flussaue des Rheins und Überschwemmungsgebiet. Im Süden von Dornick liegt der Grietherorter Altrhein.

## Geographie
| Emmerich am Rhein | Vrasselt    | Praest        |
| Emmericher Eyland | Nachbarorte | Bienen (Rees) |
| Bylerward         | Grieth      | Grietherbusch |

## Sehenswertes
Sehenswert sind die spät- und nachgotische Pfarrkirche St. Johannes der Täufer mit bedeutenden spätgotischen Figuren des niederrheinischen Schnitzers Dries Holthuys sowie der Stumpf der alten Windmühle am Deich. Der Maler Hermann (Manes) Peters (1906–1980) hat in zahlreichen Bildern die Idylle des kleinen Rheindorfes festgehalten. Im südöstlichen Teil des Dorfes befand sich an einem Altrheinarm der rund 19 Hektar große ehemalige Wasserübungsplatz der Emmericher Pioniere, der 2008 aufgegeben wurde. Östlich angrenzend an den Hafen Dornick wurde 2013 das Naturschutzgebiet Hafen Dornick (KLE-060) ausgewiesen.
Im Herbst und Winter rasten große Schwärme von Wildgänsen auf den Feldern. Auf dem Deich entlang des Rheins führt ein Fahrradweg durch die niederrheinische Landschaft.

## Geschichte
Am 1. Juli 1969 wurde Dornick im Zuge der kommunalen Gebietsreform in Nordrhein-Westfalen in die Stadt Emmerich eingegliedert. Das Dorf feierte im Jahr 1988 sein 800-jähriges Bestehen. 
Die dominante Partei war die CDU. Das Wahlergebnis der Gemeindewahlen am 9. November 1952: Wahlberechtigte 172 mit je 6 Stimmen. Abgegebene gültige Stimmen: 637, davon 637 Stimmen für CDU (6 Sitze). Bürgermeister Gemeinde Dornick: Landwirt Heinrich Pitz. Stellvertreter: Landwirt Ludwig Franken. Ratsmitglieder: Eduard van Uem (Landwirt), Alois van Laak (Landwirt), August Epping (Schlosser), Paul Bohs (Arbeiter).
Dornick gehört seit dem 19. Jahrhundert gemeinsam mit den Gemeinden Bienen, Vrasselt, Praest und Grietherbusch bis 1969 zum Amt Vrasselt. Das Amt wurde am 1. Juli 1969 im Zuge des ersten kommunalen Neugliederungsprogramms zwischen Rees und Emmerich aufgeteilt.

## Vereine
Die wichtigsten Vereine in Dornick sind die St. Johannes Schützenbruderschaft Dornick 1668 e. V., der Spielmannszug Dornick 1925, der Dorf- und Verschönerungsverein Dornick, welcher im Jahr 1989 gegründet wurde, und der Dornicker Karnevalsverein (kurz DKV), welcher seit 2011 besteht.
Das Dornicker Schützenfest findet jährlich am Wochenende nach Fronleichnam statt. Am Wochenende nach dem 29. August (Gedenktag zur Enthauptung Johannes’ des Täufers) wird traditionell das Patronatsfest bzw. die Schützenfest-Nachfeier gefeiert.
Im November findet der vom Dorf- und Verschönerungsverein organisierte Martinsmarkt in der Mitte des Dorfes auf dem Kirchplatz statt.
Ebenfalls wird im November der Kostümball des DKV in der Dorfschänke ausgerichtet.